# Farmaci

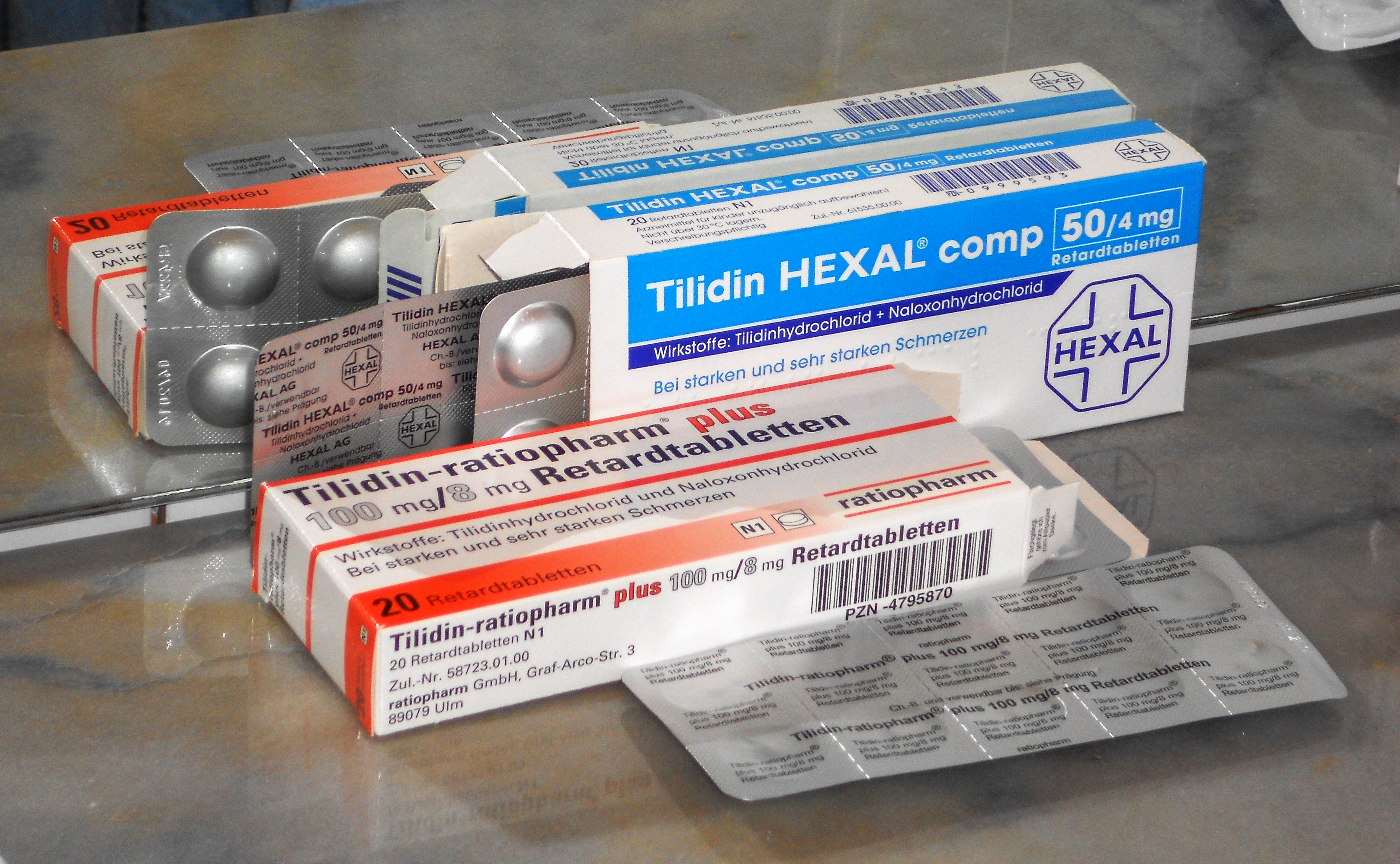
Farmaci handlar om läkemedel

Farmaci (grekiska, läkemedel) är ett yrkesområde som kopplar samman hälsovetenskaper med de kemiska vetenskaperna. Farmaci utövas främst av apotekare och receptarier (ibland kända som farmaceuter), vilka ägnar sig åt beredning och utlämning av läkemedel till patienter. Begreppet omfattar även andra verksamheter, som överseende av läkemedels säkerhet och verkan, rådgivning samt industriell utveckling av beredningsformer av läkemedel.

## Discipliner
Fältet farmaci kan generellt delas in i tre huvudområden:
- Galenisk farmaci
- Läkemedelskemi och Farmakognosi
- Samhällsfarmaci

Områdena överlappar med flera vetenskaper, bland annat biokemi. Ibland anses farmakologi utgöra ett fjärde huvudområde, men betraktas av de flesta som ett separat vetenskapligt område.